# Gaultheria lanigera x glomerata
Gaultheria lanigera x glomerata là một loài thực vật có hoa trong họ Thạch nam. Loài này được mô tả khoa học đầu tiên.